# Yukitoshi Ito
Yukitoshi Ito (伊東 幸敏 Ito Yukitoshi?), född 3 september 1993 i Shizuoka prefektur, är en japansk fotbollsspelare.
Ito började sin karriär 2012 i Kashima Antlers. Med Kashima Antlers vann han AFC Champions League 2018, japanska ligan 2016, japanska ligacupen 2012, 2015 och japanska cupen 2016.